# Campiones d'individual femení de l'Open dels Estats Units
L'Obert dels Estats Units o US Open és un torneig Grand Slam de tennis creat l'any 1881. Actualment se celebra durant dues setmanes entre agost i setembre sobre superfície dura al complex USTA Billie Jean King National Tennis Center de Flushing Meadows, Nova York, Estats Units. Des de 1987 és el darrer Grand Slam del calendari.
Des de la seva creació ha canviat en diverses ocasions de seu: Newport (1881−1914), Forest Hills (1915−1920, 1924−1977) i Filadèlfia (1921−1923), fins que des del 1978 es disputa a l'emplaçament actual de Nova York. La primera edició estigué reservada a membres del club United States National Lawn Tennis Association (USNLTA) però en la següent ja es va obrir a tennistes internacionals. Actualment és l'únic Grand Slam en què es disputa un tie-break en el cinquè set, tot i que fins al moment no s'ha produït mai en una final. El tipus de superfície s'ha canviat en dues ocasions, inicialment es disputava sobre gespa (1881-1974), durant tres anys es va disputar sobre terra batuda Har-Tru (1975-1977) i el 1978 es va canviar a la superfície dura actual de DecoTurf.
La competició individual femenina se celebra des de l'any 1887, sis anys després de la seva creació. Com en la competició masculina, fins a l'any 1912, la campiona accedia directament a la final de l'edició següent mentre totes les altres tennistes lluitaven per ser l'altra finalista en un sistema d'eliminatòria. En cas d'absència de la campiona de l'edició anterior, la vencedora de les rondes prèvies per accedir a la final era proclamada campiona del torneig. Les vencedores reben una rèplica de la mateixa mida amb el seu nom gravat.

## Palmarès

### U.S. National Championships

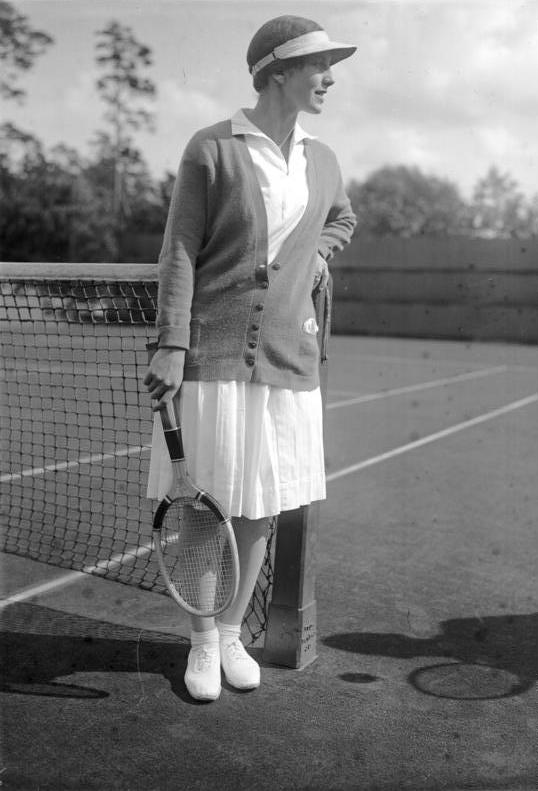
Helen Wills Moody va aconseguir set títols.

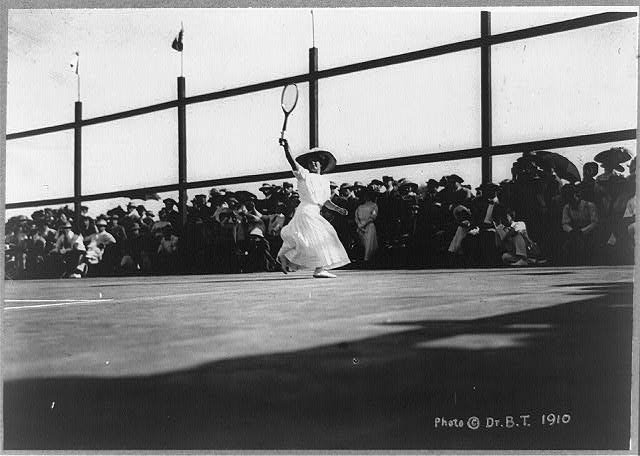
Hazel Hotchkiss Wightman va guanyar quatre finals.

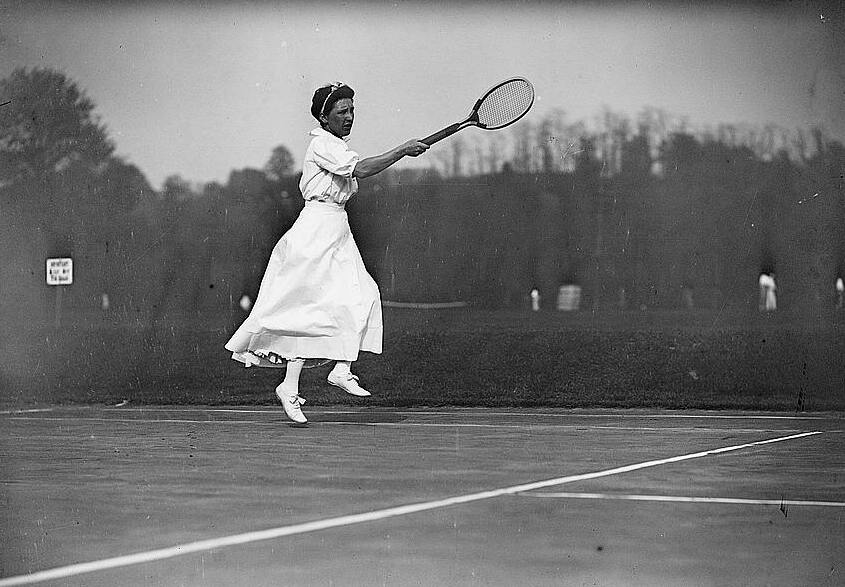
Elisabeth Moore va guanyar quatre títols.

Fins a l'any 1912, la campiona accedia directament a la final de l'edició següent.
| Any  | Campiona                     | Finalista                    | Resultat                |
| ---- | ---------------------------- | ---------------------------- | ----------------------- |
| 1887 | Ellen Hansell                | Laura Knight                 | 6−1, 6−0                |
| 1888 | Bertha Townsend              | Ellen Hansell                | 6−3, 6−5                |
| 1889 | Bertha Townsend (2)          | Lida Voorhees                | 7−5, 6−2                |
| 1890 | Ellen Roosevelt              | Bertha Townsend              | 6−2, 6−2                |
| 1891 | Mabel Cahill                 | Ellen Roosevelt              | 6−4, 6−1, 4−6, 6−3      |
| 1892 | Mabel Cahill (2)             | Elisabeth Moore              | 5−7, 6−3, 6−4, 4−6, 6−2 |
| 1893 | Aline Terry                  | Augusta Schultz              | 6−1, 6−3                |
| 1894 | Helen Hellwig                | Aline Terry                  | 7−5, 3−6, 6−0, 3−6, 6−3 |
| 1895 | Juliette Atkinson            | Helen Hellwig                | 6−4, 6−2, 6−1           |
| 1896 | Elisabeth Moore              | Juliette Atkinson            | 6−4, 4−6, 6−2, 6−2      |
| 1897 | Juliette Atkinson            | Elisabeth Moore              | 6−3, 6−3, 4−6, 3−6, 6−3 |
| 1898 | Juliette Atkinson (3)        | Marion Jones                 | 6−3, 5−7, 6−4, 2−6, 7−5 |
| 1899 | Marion Jones                 | Maud Banks                   | 6−1, 6−1, 7−5           |
| 1900 | Myrtle McAteer               | Edith Parker                 | 6−2, 6−2, 6−0           |
| 1901 | Elisabeth Moore              | Myrtle McAteer               | 6−4, 3−6, 7−5, 2−6, 6−2 |
| 1902 | Marion Jones (2)             | Elisabeth Moore              | 6−1, 1−0, retirada      |
| 1903 | Elisabeth Moore              | Marion Jones                 | 7−5, 8−6                |
| 1904 | May Sutton Bundy             | Elisabeth Moore              | 6−1, 6−2                |
| 1905 | Elisabeth Moore (4)          | Helen Homans                 | 6−4, 5−7, 6−1           |
| 1906 | Helen Homans                 | Maud Barger−Wallach          | 6−4, 6−3                |
| 1907 | Evelyn Sears                 | Carrie Neely                 | 6−3, 6−2                |
| 1908 | Maud Barger−Wallach          | Evelyn Sears                 | 6−3, 1−6, 6−3           |
| 1909 | Hazel Hotchkiss Wightman     | Maud Barger−Wallach          | 6−0, 6−1                |
| 1910 | Hazel Hotchkiss Wightman     | Louise Hammond               | 6−4, 6−2                |
| 1911 | Hazel Hotchkiss Wightman     | Florence Sutton              | 8−10, 6−1, 9−7          |
| 1912 | Mary K. Browne               | Eleonora Sears               | 6−4, 6−2                |
| 1913 | Mary K. Browne               | Dorothy Green                | 6−2, 7−5                |
| 1914 | Mary K. Browne (3)           | Marie Wagner                 | 6−2, 1−6, 6−1           |
| 1915 | Molla Bjurstedt Mallory      | Hazel Hotchkiss Wightman     | 4−6, 6−2, 6−0           |
| 1916 | Molla Bjurstedt Mallory      | Louise Hammond Raymond       | 6−0, 6−1                |
| 1917 | Molla Bjurstedt Mallory      | Marion Vanderhoef            | 4−6, 6−0, 6−2           |
| 1918 | Molla Bjurstedt Mallory      | Eleanor E. Goss              | 6−4, 6−3                |
| 1919 | Hazel Hotchkiss Wightman (4) | Marion Zinderstein           | 6−1, 6−2                |
| 1920 | Molla Bjurstedt Mallory      | Marion Zinderstein           | 6−3, 6−1                |
| 1921 | Molla Bjurstedt Mallory      | Mary K. Browne               | 4−6, 6−4, 6−2           |
| 1922 | Molla Bjurstedt Mallory      | Helen Wills Moody            | 6−3, 6−1                |
| 1923 | Helen Wills Moody            | Molla Bjurstedt Mallory      | 6−2, 6−1                |
| 1924 | Helen Wills Moody            | Molla Bjurstedt Mallory      | 6−1, 6−3                |
| 1925 | Helen Wills Moody            | Kitty McKane Godfree         | 3−6, 6−0, 6−2           |
| 1926 | Molla Bjurstedt Mallory (8)  | Elizabeth Ryan               | 4−6, 6−4, 9−7           |
| 1927 | Helen Wills Moody            | Betty Nuthall Shoemaker      | 6−1, 6−4                |
| 1928 | Helen Wills Moody            | Helen Jacobs                 | 6−2, 6−1                |
| 1929 | Helen Wills Moody            | Phoebe Holcroft Watson       | 6−4, 6−2                |
| 1930 | Betty Nuthall Shoemaker      | Anna McCune Harper           | 6−1, 6−4                |
| 1931 | Helen Wills Moody (7)        | Eileen Bennett Whittingstall | 6−4, 6−1                |
| 1932 | Helen Jacobs                 | Carolin Babcock Stark        | 6−2, 6−2                |
| 1933 | Helen Jacobs                 | Helen Wills Moody            | 8−6, 3−6, 3−0, retirada |
| 1934 | Helen Jacobs                 | Sarah Palfrey Cooke          | 6−1, 6−4                |
| 1935 | Helen Jacobs (4)             | Sarah Palfrey Cooke          | 6−2, 6−4                |
| 1936 | Alice Marble                 | Helen Jacobs                 | 4−6, 6−3, 6−2           |
| 1937 | Anita Lizana                 | Jadwiga Jędrzejowska         | 6−4, 6−2                |
| 1938 | Alice Marble                 | Nancye Wynne Bolton          | 6−0, 6−3                |
| 1939 | Alice Marble                 | Helen Jacobs                 | 6−0, 8−10, 6−4          |
| 1940 | Alice Marble (4)             | Helen Jacobs                 | 6−2, 6−3                |
| 1941 | Sarah Palfrey Cooke          | Pauline Betz Addie           | 7−5, 6−2                |
| 1942 | Pauline Betz Addie           | Louise Brough Clapp          | 4−6, 6−1, 6−4           |
| 1943 | Pauline Betz Addie           | Louise Brough Clapp          | 6−3, 5−7, 6−3           |
| 1944 | Pauline Betz Addie           | Margaret Osborne duPont      | 6−3, 8−6                |
| 1945 | Sarah Palfrey Cooke          | Pauline Betz Addie           | 3−6, 8−6, 6−4           |
| 1946 | Pauline Betz Addie (4)       | Doris Hart                   | 11−9, 6−3               |
| 1947 | Louise Brough Clapp          | Margaret Osborne duPont      | 8−6, 4−6, 6−1           |
| 1948 | Margaret Osborne duPont      | Louise Brough Clapp          | 4−6, 6−4, 15−13         |
| 1949 | Margaret Osborne duPont      | Doris Hart                   | 6−3, 6−1                |
| 1950 | Margaret Osborne duPont (3)  | Doris Hart                   | 6−4, 6−3                |
| 1951 | Maureen Connolly Brinker     | Shirley Fry Irvin            | 6−3, 1−6, 6−4           |
| 1952 | Maureen Connolly Brinker     | Doris Hart                   | 6−3, 7−5                |
| 1953 | Maureen Connolly Brinker (3) | Doris Hart                   | 6−2, 6−4                |
| 1954 | Doris Hart                   | Louise Brough Clapp          | 6−8, 6−1, 8−6           |
| 1955 | Doris Hart (2)               | Patricia Ward Hales          | 6−4, 6−2                |
| 1956 | Shirley Fry Irvin            | Althea Gibson                | 6−3, 6−4                |
| 1957 | Althea Gibson                | Louise Brough Clapp          | 6−3, 6−2                |
| 1958 | Althea Gibson (2)            | Darlene Hard                 | 3−6, 6−1, 6−2           |
| 1959 | Maria Bueno                  | Christine Truman Janes       | 6−1, 6−4                |
| 1960 | Darlene Hard                 | Maria Bueno                  | 6−4, 10−12, 6−4         |
| 1961 | Darlene Hard (2)             | Ann Haydon Jones             | 6−3, 6−4                |
| 1962 | Margaret Court               | Darlene Hard                 | 9−7, 6−4                |
| 1963 | Maria Bueno                  | Margaret Court               | 7−5, 6−4                |
| 1964 | Maria Bueno                  | Carole Caldwell Graebner     | 6−1, 6−0                |
| 1965 | Margaret Court               | Billie Jean King             | 8−6, 7−5                |
| 1966 | Maria Bueno (4)              | Nancy Richey Gunter          | 6−3, 6−1                |
| 1967 | Billie Jean King             | Ann Haydon Jones             | 11−9, 6−4               |

### US Open

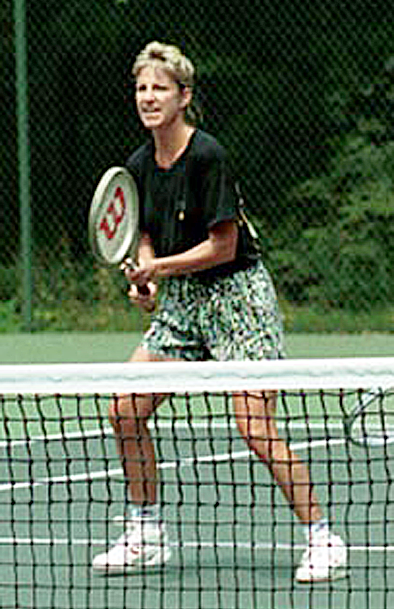
Chris Evert va guanyar sis títols, quatre d'ells consecutius.

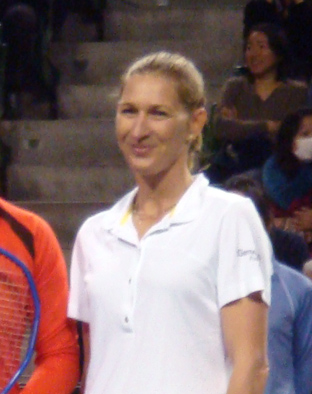
Steffi Graf va aconseguir sis títols.

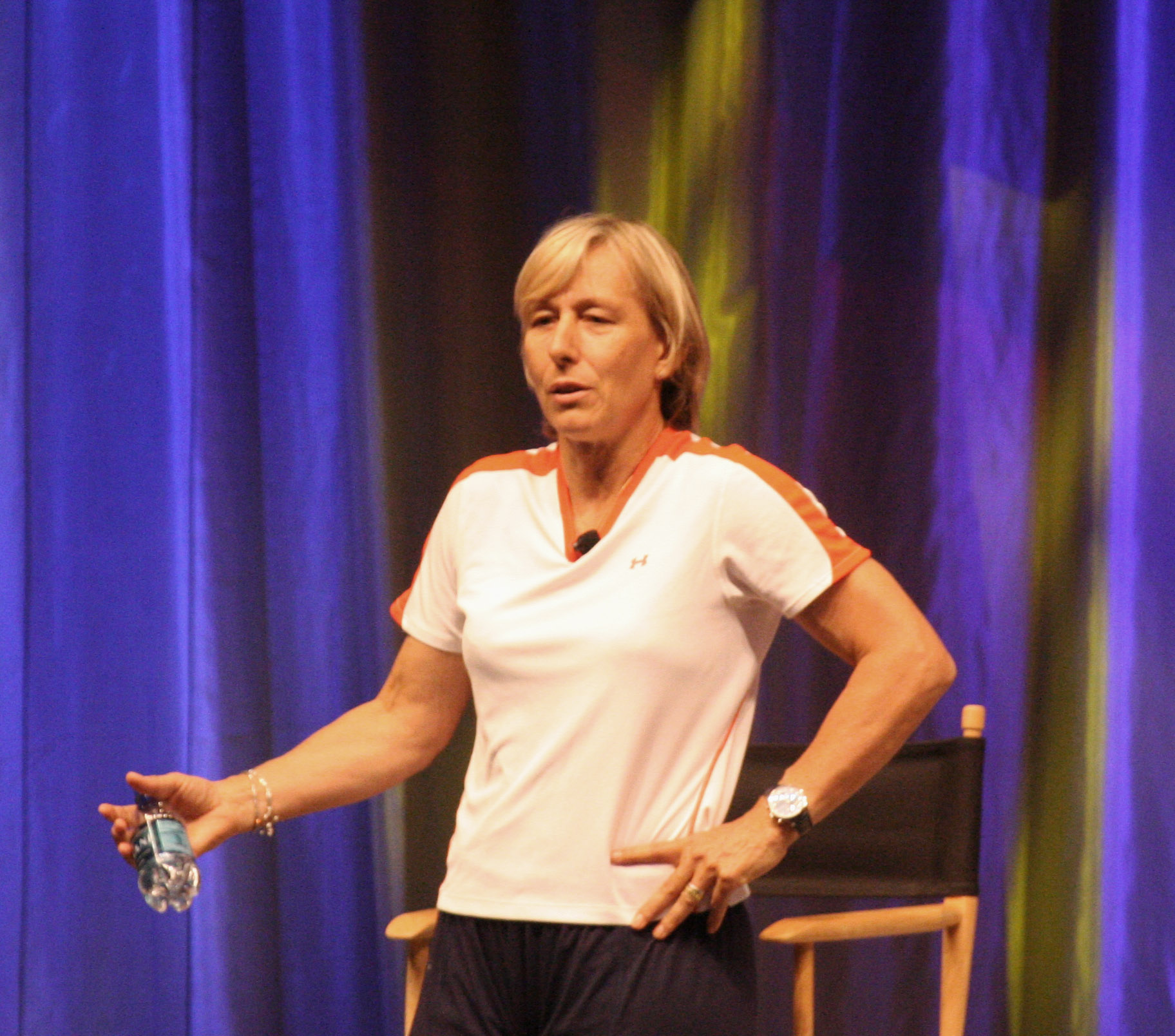
Martina Navrátilová va vèncer en quatre finals.

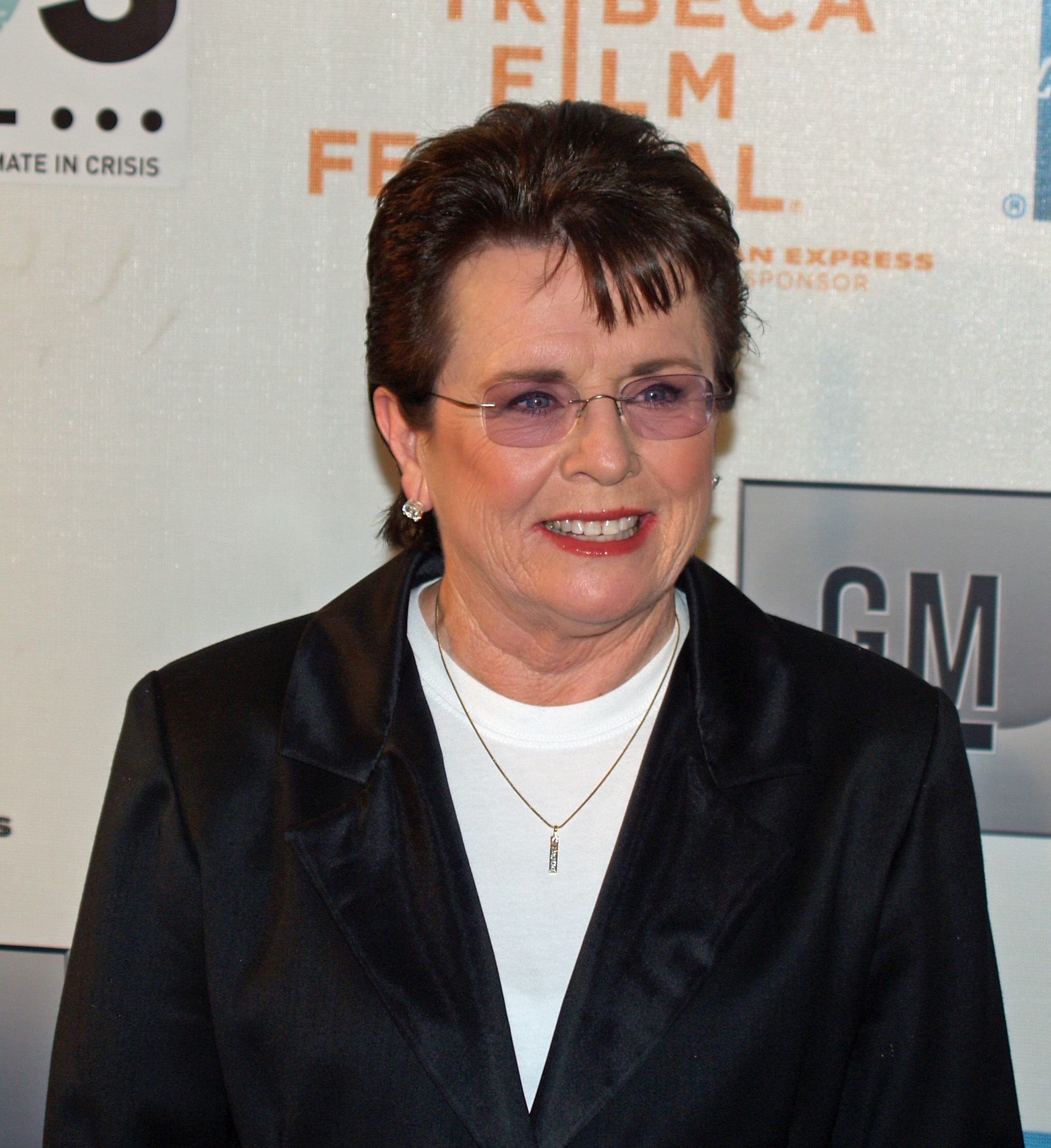
Billie Jean King va guanyar quatre títols.

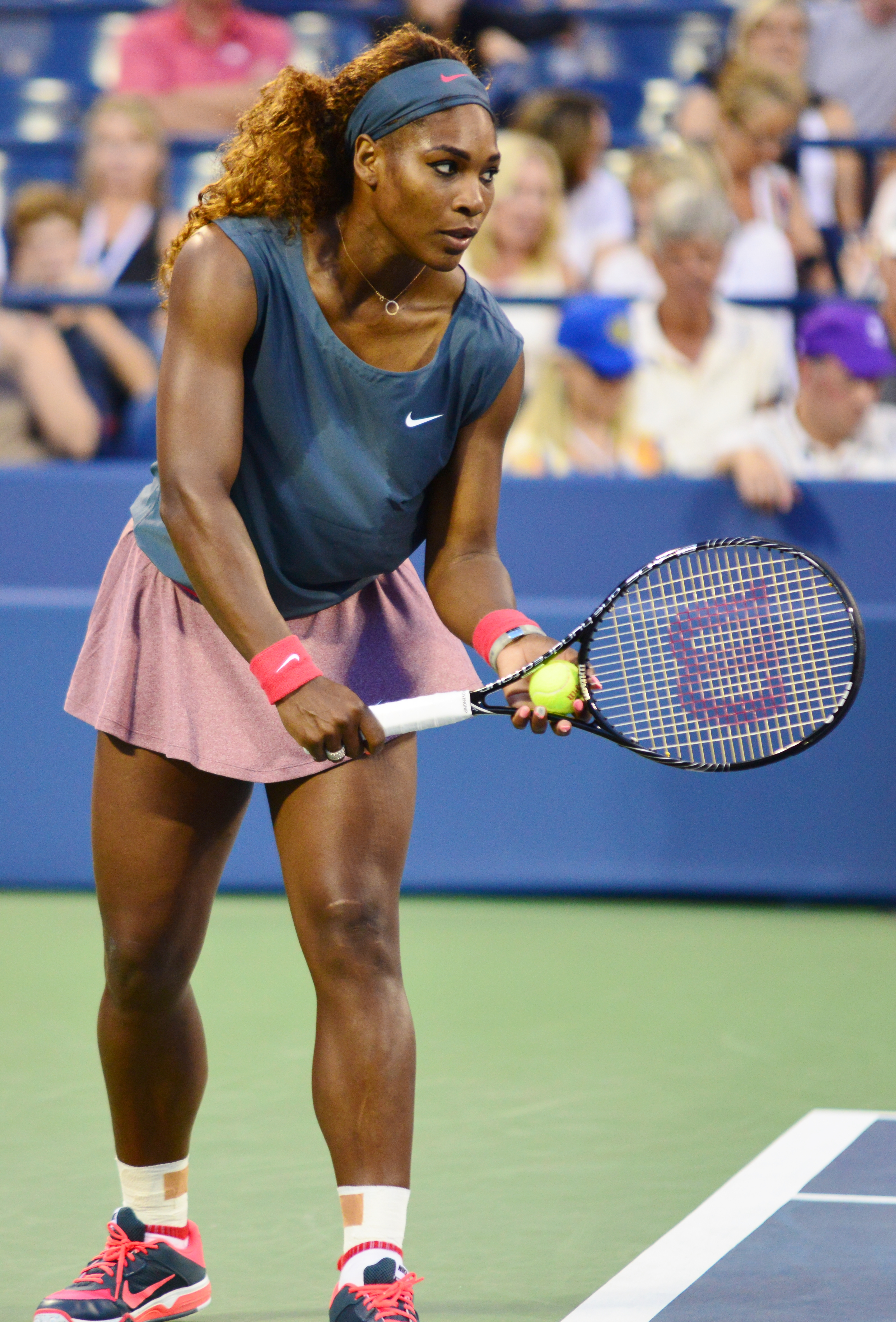
Serena Williams va guanyar sis títols, tres d'ells consecutius.

| Any  | Campiona                | Finalista               | Resultat            |
| ---- | ----------------------- | ----------------------- | ------------------- |
| 1968 | Virginia Wade           | Billie Jean King        | 6−4, 6−2            |
| 1969 | Margaret Court          | Nancy Richey Gunter     | 6−2, 6−2            |
| 1970 | Margaret Court          | Rosemary Casals         | 6−2, 2−6, 6−1       |
| 1971 | Billie Jean King        | Rosemary Casals         | 6−4, 7−6            |
| 1972 | Billie Jean King        | Kerry Melville Reid     | 6−3, 7−5            |
| 1973 | Margaret Court (5)      | Evonne Goolagong Cawley | 7−6, 5−7, 6−2       |
| 1974 | Billie Jean King (4)    | Evonne Goolagong Cawley | 3−6, 6−3, 7−5       |
| 1975 | Chris Evert             | Evonne Goolagong Cawley | 5−7, 6−4, 6−2       |
| 1976 | Chris Evert             | Evonne Goolagong Cawley | 6−3, 6−0            |
| 1977 | Chris Evert             | Wendy Turnbull          | 7−6, 6−2            |
| 1978 | Chris Evert             | Pam Shriver             | 7−5, 6−4            |
| 1979 | Tracy Austin            | Chris Evert             | 6−4, 6−3            |
| 1980 | Chris Evert             | Hana Mandlíková         | 5−7, 6−1, 6−1       |
| 1981 | Tracy Austin (2)        | Martina Navrátilová     | 1−6, 7−6(4), 7−6(1) |
| 1982 | Chris Evert (6)         | Hana Mandlíková         | 6−3, 6−1            |
| 1983 | Martina Navrátilová     | Chris Evert             | 6−1, 6−3            |
| 1984 | Martina Navrátilová     | Chris Evert             | 4−6, 6−4, 6−4       |
| 1985 | Hana Mandlíková         | Martina Navrátilová     | 7−6(3), 1−6, 7−6(2) |
| 1986 | Martina Navrátilová     | Helena Suková           | 6−3, 6−2            |
| 1987 | Martina Navrátilová (4) | Steffi Graf             | 7−6(4), 6−1         |
| 1988 | Steffi Graf             | Gabriela Sabatini       | 6−3, 3−6, 6−1       |
| 1989 | Steffi Graf             | Martina Navrátilová     | 3−6, 7−5, 6−1       |
| 1990 | Gabriela Sabatini       | Steffi Graf             | 6−2, 7−6(4)         |
| 1991 | Monica Seles            | Martina Navrátilová     | 7−6(1), 6−1         |
| 1992 | Monica Seles (2)        | Arantxa Sánchez Vicario | 6−3, 6−3            |
| 1993 | Steffi Graf             | Helena Suková           | 6−3, 6−3            |
| 1994 | Arantxa Sánchez Vicario | Steffi Graf             | 1−6, 7−6(3), 6−4    |
| 1995 | Steffi Graf             | Monica Seles            | 7−6(5), 0−6, 6−3    |
| 1996 | Steffi Graf (5)         | Monica Seles            | 7−5, 6−4            |
| 1997 | Martina Hingis          | Venus Williams          | 6−0, 6−4            |
| 1998 | Lindsay Davenport       | Martina Hingis          | 6−3, 7−5            |
| 1999 | Serena Williams         | Martina Hingis          | 6−3, 7−6(4)         |
| 2000 | Venus Williams          | Lindsay Davenport       | 6−4, 7−5            |
| 2001 | Venus Williams (2)      | Serena Williams         | 6−2, 6−4            |
| 2002 | Serena Williams         | Venus Williams          | 6−4, 6−3            |
| 2003 | Justine Henin           | Kim Clijsters           | 7−5, 6−2            |
| 2004 | Svetlana Kuznetsova     | Ielena Deméntieva       | 6−3, 7−5            |
| 2005 | Kim Clijsters           | Mary Pierce             | 6−3, 6−1            |
| 2006 | Maria Xaràpova          | Justine Henin           | 6−4, 6−4            |
| 2007 | Justine Henin (2)       | Svetlana Kuznetsova     | 6−1, 6−3            |
| 2008 | Serena Williams         | Jelena Janković         | 6−4, 7−5            |
| 2009 | Kim Clijsters           | Caroline Wozniacki      | 7−5, 6−3            |
| 2010 | Kim Clijsters (3)       | Vera Zvonariova         | 6–2, 6–1            |
| 2011 | Samantha Stosur         | Serena Williams         | 6−2, 6−3            |
| 2012 | Serena Williams         | Viktória Azàrenka       | 6−2, 2−6, 7−5       |
| 2013 | Serena Williams         | Viktória Azàrenka       | 7−5, 6−7(6), 6−1    |
| 2014 | Serena Williams (6)     | Caroline Wozniacki      | 6−3, 6−3            |
| 2015 | Flavia Pennetta         | Roberta Vinci           | 7−6(4), 6−2         |
| 2016 | Angelique Kerber        | Karolína Plíšková       | 6−3, 4−6, 6−4       |
| 2017 | Sloane Stephens         | Madison Keys            | 6−3, 6−0            |
| 2018 | Naomi Osaka             | Serena Williams         | 6−2, 6−4            |
| 2019 | Bianca Andreescu        | Serena Williams         | 6−3, 7−5            |
| 2020 | Naomi Osaka (2)         | Viktória Azàrenka       | 1−6, 6−3, 6−3       |
| 2021 | Emma Raducanu           | Leylah Fernandez        | 6−4, 6−3            |
| 2022 | Iga Świątek             | Ons Jabeur              | 6−2, 7−6(4)         |
| 2023 | Coco Gauff              | Arina Sabalenka         | 2−6, 6−3, 6−2       |
| 2024 | Arina Sabalenka         | Jessica Pegula          | 7−5, 7−5            |

## Estadístiques

### Campiones múltiples
| Tennistes en actiu |

| Tennista                  | Era amateur | Era Open | Total | Anys                                           |
| ------------------------- | ----------- | -------- | ----- | ---------------------------------------------- |
| / Molla Bjurstedt Mallory | 8           | 0        | 8     | 1915, 1916, 1917, 1918, 1920, 1921, 1922, 1926 |
| Helen Wills Moody         | 7           | 0        | 7     | 1923, 1924, 1925, 1927, 1928, 1929, 1931       |
| Chris Evert               | 0           | 6        | 6     | 1975, 1976, 1977, 1978, 1980, 1982             |
| Serena Williams           | 0           | 6        | 6     | 1999, 2002, 2008, 2012, 2013, 2014             |
| Margaret Court            | 2           | 3        | 5     | 1962, 1965, 1969, 1970, 1973                   |
| / Steffi Graf             | 0           | 5        | 5     | 1988, 1989, 1993, 1995, 1996                   |
| Pauline Betz Addie        | 4           | 0        | 4     | 1942, 1943, 1944, 1946                         |
| Maria Bueno               | 4           | 0        | 4     | 1959, 1963, 1964, 1966                         |
| Helen Jacobs              | 4           | 0        | 4     | 1932, 1933, 1934, 1935                         |
| Billie Jean King          | 1           | 3        | 4     | 1967, 1971, 1972, 1974                         |
| Alice Marble              | 4           | 0        | 4     | 1936, 1938, 1939, 1940                         |
| Elisabeth Moore           | 4           | 0        | 4     | 1896, 1901, 1903, 1905                         |
| Martina Navrátilová       | 0           | 4        | 4     | 1983, 1984, 1986, 1987                         |
| Hazel Hotchkiss Wightman  | 4           | 0        | 4     | 1909, 1910, 1911, 1919                         |
| Juliette Atkinson         | 3           | 0        | 3     | 1895, 1897, 1898                               |
| Kim Clijsters             | 0           | 3        | 3     | 2005, 2009, 2010                               |
| Maureen Connolly Brinker  | 3           | 0        | 3     | 1951, 1952, 1953                               |
| Mary Browne               | 3           | 0        | 3     | 1912, 1913, 1914                               |
| Margaret Osborne duPont   | 3           | 0        | 3     | 1948, 1949, 1950                               |
| Tracy Austin              | 0           | 2        | 2     | 1979, 1981                                     |
| Mabel Cahill              | 2           | 0        | 2     | 1891, 1892                                     |
| Sarah Palfrey Cooke       | 2           | 0        | 2     | 1941, 1945                                     |
| Althea Gibson             | 2           | 0        | 2     | 1957, 1958                                     |
| Darlene Hard              | 2           | 0        | 2     | 1960, 1961                                     |
| Doris Hart                | 2           | 0        | 2     | 1954, 1955                                     |
| Justine Henin             | 0           | 2        | 2     | 2003, 2007                                     |
| Marion Jones              | 2           | 0        | 2     | 1899, 1902                                     |
| / Monica Seles            | 0           | 2        | 2     | 1991, 1992                                     |
| Bertha Townsend           | 2           | 0        | 2     | 1888, 1889                                     |
| Venus Williams            | 0           | 2        | 2     | 2000, 2001                                     |
| Naomi Osaka               | 0           | 2        | 2     | 2018, 2020                                     |

### Campiones per països
| Països desapareguts |

| País                  | Era Amateur | Era Open | Total | Primer títol | Últim títol |
| --------------------- | ----------- | -------- | ----- | ------------ | ----------- |
| Estats Units          | 67          | 26       | 93    | 1887         | 2023        |
| Austràlia             | 2           | 4        | 6     | 1962         | 2011        |
| / Alemanya 1          | 0           | 6        | 6     | 1988         | 2016        |
| Bèlgica               | 0           | 5        | 5     | 2003         | 2010        |
| Regne Unit 2          | 3           | 2        | 5     | 1891         | 2021        |
| Brasil                | 4           | 0        | 4     | 1959         | 1966        |
| Noruega               | 4           | 0        | 4     | 1915         | 1918        |
| Rússia                | 0           | 2        | 2     | 2004         | 2006        |
| Japó                  | 0           | 2        | 2     | 2018         | 2020        |
| Argentina             | 0           | 1        | 1     | 1990         | 1990        |
| Canadà                | 0           | 1        | 1     | 2019         | 2019        |
| Espanya               | 0           | 1        | 1     | 1994         | 1994        |
| Itàlia                | 0           | 1        | 1     | 2015         | 2015        |
| Iugoslàvia 3          | 0           | 1        | 1     | 1991         | 1991        |
| Polònia               | 0           | 1        | 1     | 2022         | 2022        |
| Sèrbia i Montenegro 3 | 0           | 1        | 1     | 1992         | 1992        |
| Suïssa                | 0           | 1        | 1     | 1997         | 1997        |
| Txecoslovàquia 4      | 0           | 1        | 1     | 1985         | 1985        |
| Xile                  | 1           | 0        | 1     | 1937         | 1937        |